# District 9
District 9 är en sydafrikansk science fiction-film från 2009, producerad av Peter Jackson och regisserad av Neill Blomkamp. Filmen är baserad på Blomkamps kortfilm Alive in Joburg, vilken producerades av Sharlto Copley, huvudrollsinnehavaren i District 9.

## Handling
Filmen, vilken i stora drag har scenografin av en dokumentärfilm, handlar om hur en utomjordisk farkost anlände ovanför Johannesburg i början på 1980-talet och sedan har svävat där fram till idag. Ombord på farkosten fanns ett stort antal utomjordiska varelser (som i nedsättande ordalag kallas för räkor på grund av sin likhet med den sydafrikanska gräshoppan Parktown Prawn) vilka placerades och begränsades till samma bostadsområden som Johannesburgs svarta befolkning. Ett av dessa områden är District 9.
Då utomjordingarna har svårt att anpassa sig till mänsklig mentalitet samt att de smugglat med sig egna vapen (med resulterande våldsamheter) så får den internationella vapentillverkaren, tillika säkerhetsföretaget, Multinational United (MNU) i uppdrag att bevaka District 9.
Efter 28 år så har den sydafrikanska staten beslutat att avhysa utomjordingarna från District 9, och istället placera dem i det koncentrationslägerliknande området District 10. MNU får i uppdrag att sköta avhysningen och filmen följer MNU-tjänstemannen Wikus van de Merwe, på MNU:s avdelning för Alien Affairs, som ansvarar för att utomjordingarna blir informerade om att de ska flyttas.
Wikus van de Merwe är en inte alltför intelligent tjänsteman som fått ansvaret på grund av att han är gift med sin chefs dotter.
Under arbetet så råkar van de Merwe exponera sig för en biokemisk vätska som skapats av utomjordingen Christopher Johnson och dennes vän och som krävs för att återaktivera rymdskeppet. Van de Merwe blir snart illamående och börjar inom kort visa tecken på mutation, varpå MNU kidnappar honom för att utföra medicinska och vapenteknologiska experiment. Van de Merwe lyckas fly och tar sin tillflykt till den enda plats där ingen kommer att leta efter honom - District 9. Van de Merwe och Johnson råkar på varandra igen och Van de Merwe får reda på att Johnson skulle kunna återställa honom till ren människa med vätskan som nu befinner sig på MNU:s laboratorium. Johnson skildras som en rätt sympatisk och medkännande varelse jämfört med många av människorna i filmen som hyser både förakt och ringaktning för utomjordingarna. 

## Om filmen
- Producenten Peter Jackson ledde projektet att göra en spelfilm baserad på tv-spelet Halo. Då Neill Blomkamp tidigare hade regisserat ett antal korta trailers för Halo 3 så fick han uppgiften att regissera spelfilmen. När Halo-projektet föll isär erbjöd Jackson 30 miljoner dollar till Blomkamp att göra vad han ville med - resultatet blev District 9.
- District 9 nominerades till fyra Oscar, bland annat för bästa film och var Golden Globe Award nominerad för bästa manus men förlorade mot Up in the Air.

## Rollista
- Sharlto Copley - Wikus van de Merwe
- Jason Cope - Grey Bradnam / Christopher Johnson
- David James - Överste Kobus Venter
- Vanessa Haywood - Tania van de Merwe
- Mandla Gaduka - Fundiswa Mhlanga
- Eugene Khumbanyiwa - Obesandjo
- Louis Minnaar - Piet Smit
- Kenneth Nkosi - Thomas
- William Allen Young - Dirk Michaels
- Robert Hobbs - Ross Pienaar
- Nathalie Boltt - Sarah Livingstone
- Sylvaine Strike - Katrina McKenzie
- John Sumner - Les Feldman
- Nick Blake - Francois Moraneu
- Jed Brophy - James Hope
- Vittorio Leonardi - Michael Bloemstein
- Johan van Schoor - Nicolaas van de Merwe
- Marian Hooman - Sandra van de Merwe
- Jonathan Taylor - Läkaren
- Stella Steenkamp - Phyllis Sinderson
- Tim Gordon - Clive Henderson
- Nick Boraine - Löjtnant Weldon
- Trevor Coppola - MNU Mercenary
- Morne Erasmus - MNU Medic